# 110-та піхотна дивізія (Третій Рейх)
110-та піхотна дивізія (Третій Рейх) (нім. 110. Infanterie-Division) — піхотна дивізія Вермахту за часів Другої світової війни.

## Історія
110-та піхотна дивізія була сформована 10 грудня 1940 під час 12-ї хвилі мобілізації у Люнебурзі в X-му військовому окрузі (нім. Wehrkreis X) на фондах частин 10-ї, 12-ї та 228-ї піхотних дивізій.

## Райони бойових дій
- Німеччина (грудень 1940 — червень 1941);
- СРСР (центральний напрямок) (червень 1941 — червень 1944).

## Командування

### Командири
- генерал-лейтенант Ернст Зайферт (нім. Ernst Seifert) (10 грудня 1940 — 24 січня 1942);
- генерал-лейтенант Мартін Гільберт (нім. Martin Gilbert) (1 лютого 1942 — 1 червня 1943);
- генерал-лейтенант Ебергард фон Куровскі (нім. Eberhard von Kurowski) (1 червня — 25 вересня 1943);
- генерал-лейтенант Альбрехт Вюстенгаген (нім. Albrecht Wüstenhagen) (25 вересня — 1 грудня 1943);
- генерал-лейтенант Ебергард фон Куровскі (1 грудня 1943 — 11 травня 1944);
- генерал-майор Густав Гір (нім. Gustav Gihr) (11 — 15 травня 1944);
- генерал-лейтенант Ебергард фон Куровскі (15 травня — липень 1944).

## Нагороджені дивізії
Нагороджені Сертифікатом Пошани Головнокомандувача Сухопутних військ для військових формувань Вермахту за збитий літак противника
- 24 вересня 1942 — 5-та піхотна рота 254-го піхотного полку за дії 5 липня 1942 (219);
- 11 лютого 1943 — 9-та рота 254-го гренадерського полку за дії 3 грудня 1942 (323);
- 1 листопада 1943 — 255-й гренадерський полк за дії 2 серпня 1943 (424).

Нагороджені дивізії
|  | Кавалери Золотого Німецького Хреста                                                                      | 83 |
|  | Кавалери Лицарського хреста Залізного хреста                                                             | 9  |
|  | Кавалери Почесної Відзнаки Сухопутних військ «Почесна пряжка на орденську стрічку для Сухопутних військ» | 9  |